# Nelly Hering
Nelly Hering Salari (Buenos Aires, 24 de mayo de 1927 - 16 de noviembre de 2006) fue una actriz de cine, teatro y radio y actriz de doblaje argentina.  

## Carrera
Hering se inició como actriz desde niña, integrando la compañía de Mecha Ortiz con la obra Mujeres y en 1946 lo hizo con la compañía de Josefína Díaz, Manuel Collado y Juana Sujo en la obra Amada mía. Luego tuvo una gran carrera radial  tras encabezar su propia compañía radiotetral en Radio Argentina. Hizo pareja artística con los actores Enzo Bellomo, Oscar Valicelli, Juan Carlos Chiappe y Jorge Lanza intervino en varios radioteatros por Radio Belgrano.
De su compañía radial trabajaron figuras como Roxana Darín. Fue junto a Julia de Alba, Carmen Valdez, Blanca del Prado y Susy Kent, una de las voces más requeribles de la época de oro de la radiofonía argentina.
En cine se inició en 1941 con la película Canción de cuna, dirigida por  Gregorio Martínez Sierra, junto a Catalina Bárcena, Nury Montsé y María Duval. Acompañó a Luis Sandrini en las películas Secuestro sensacional!!! (1942) y La suerte llama tres veces (1943), ambas bajo la dirección de Luis Bayón Herrera. En 1979 prestó su voz en el papel de madre en  Mafalda.
Exitosa actriz del cine nacional en los años '50 y desde 1970 y por 14 años se dedicó exclusivamente al doblaje. También se desempeñó como directora en el laboratorio de Belgrano, y fue primera actriz de Alex- Video Records. Junto con el actor de voz Natalio Hoxman y el traductor Fernando Lewis, intervino en el doblaje de la serie británica Benny Hill.
El 3 de julio de 1956 se casó con el actor Rodolfo Velich, y falleció en Buenos Aires el 16 de noviembre de 2006 a los 79 años de edad.

## Filmografía
Como actriz:
- 1979: Mafalda.
- 1943: La suerte llama tres veces.
- 1942: Secuestro sensacional!!!.
- 1941: Canción de cuna.

Doblajes:
- 1992: Critters 4
- 1991: Critters 3.
- 1989: Mira quién habla.
- 1988: Critters 2.
- 1986: Critters.

## Radio
- Las Cuatro Plumas
- El Amor Triunfa

## Televisión
Doblajes:
- 1983/1984: Arbegas, en la voz de Midori Enjouji.
- 1980/1990: El show de Benny Hill.
- 1980: Candy Candy

## Teatro
- Mujeres
- Amada mía